# Ishida to Asakura
Ishida to Asakura (石田とあさくら Ishida and Asakura?) es un manga de comedia, escrito e ilustrado por Masao. Se adaptó a una serie de anime que se estrenó el 6 de enero de 2013, con una duración de dos minutos para cada episodio. El sitio web norteamericano Crunchyroll tiene una difusión simultánea de la serie de anime.

## Argumento
La historia es protagonizada por dos muchachos de instituto y la amistad que los une. Asakura quiere convertirse en profesor en una escuela para mujeres, mientras que Ishida quiere ser florista.

## Personajes
- Asakura (あさくら?)

Seiyū: Nobuhisa Nakamoto
Es el personaje principal de la historia, un estudiante de secundaria que sueña con convertirse en maestro de una escuela de señoritas. Sin embargo, sus motivos están lejos de ser puros, ya que está obsesionado con los pechos y desea convertirse en maestro para estar rodeado de atractivas estudiantes. Asakura tiene un afro y habla con un tartamudeo leve. En la clase, hay una competencia constante por la atención de él  entre su mejor amigo Ishida y su comparero de clase Yamada.
- Ishida (石田 （いしだ）?)

Seiyū: Shuta Morishima
Compañero de clase y mejor amigo de Asakura.  Es un hombre joven alto y estoico que habla en tono fuerte y serio. Lleva afeitada la cabeza con la frente en forma de M (tipo Skinhead). Desde la escuela primaria es amigo de Asakua del cual está enamorado. Su sueño es montar una floristería con Asakura después de graduarse de secundaria. Siempre reacciona violentamente contra Yamada cuando éste intenta llamar la atención de Asakura o le incita para pasar más tiempo juntos o de trabajar con él en el futuro, ya que le arruinaría su sueño. Debido a su constante sonrojamiento cuando habla con Asakura, se supone que tiene sentimientos homosexuales hacia su mejor amigo.
- Yamada (山田 （やまだ）?)

Seiyū: Toru Sakurai
Compañero de clase de Asakura y rival de Ishida. Característico por sus largos dientes incisivos, gafas y estereotipo de nerd. Su sueño es dedicarse a trabajar a una librería con Asakura, pero constantemente es atacado violentamente por Ishida de manera bufonesca cada vez que toca el tema, sin embargo, siempre aparece ileso en el siguiente episodio. Él es un genio de la mecánica ya que una vez construyó un robot versión de sí mismo para luchar contra Ishida. 
- Satou (佐藤（さとう?)

Seiyū: Saima Nakano
Compañera de la clase de Asakura, del cual está enamorada.  
- Profesora Kinoshita (木下先生 （きのしたせんせい?)

Seiyū: Sumi Shimamoto
En realidad es un hombre a pesar de su apariencia femenina. Maestro de la clase de Asakura. Es popular entre los estudiantes por sus enormes tetas. También es el padre de dos hijos.
- Profesor Yamaguchi (山口先生?)

Seiyū: Hozumi Gōda
A partir del episodio 5 se convierte en el nuevo maestro de la clase de Asakura.

## Episodios
Esta es una lista de los episodios del anime:
| Episodio | Título en español                  | Título Japonés     |
| -------- | ---------------------------------- | ------------------ |
| 1        | Asakura y su futuro                | あさくらと将来     |
| 2        | Asakura y su capacitación especial | あさくらと特訓     |
| 3        | Asakura y el elefante              | あさくらとゾウさん |
| 4        | Asakura y el teléfono              | あさくらと電話     |
| 5        | La pasión del profesor Yamaguchi   | 山口先生の情熱     |
| 6        | Nanako y Asakura                   | 奈々子とあさくら   |
| 7        | Ishida y hierro Yamada             | 石田とアイアン山田 |
| 8        | Alice y Asakura                    | アリスとあさくら   |
| 9        | Yamada y Alice                     | 山田とアリス       |
| 10       | Hermanos                           | 兄と妹             |
| 11       | Ishida y su sonrisa                | 石田とスマイル     |
| 12       | Ishida y Asakura                   | 石田とあさくら     |

## Música
Opening
- "Dokidokidoku" por Rayli.[1]